# Emilia Galotti

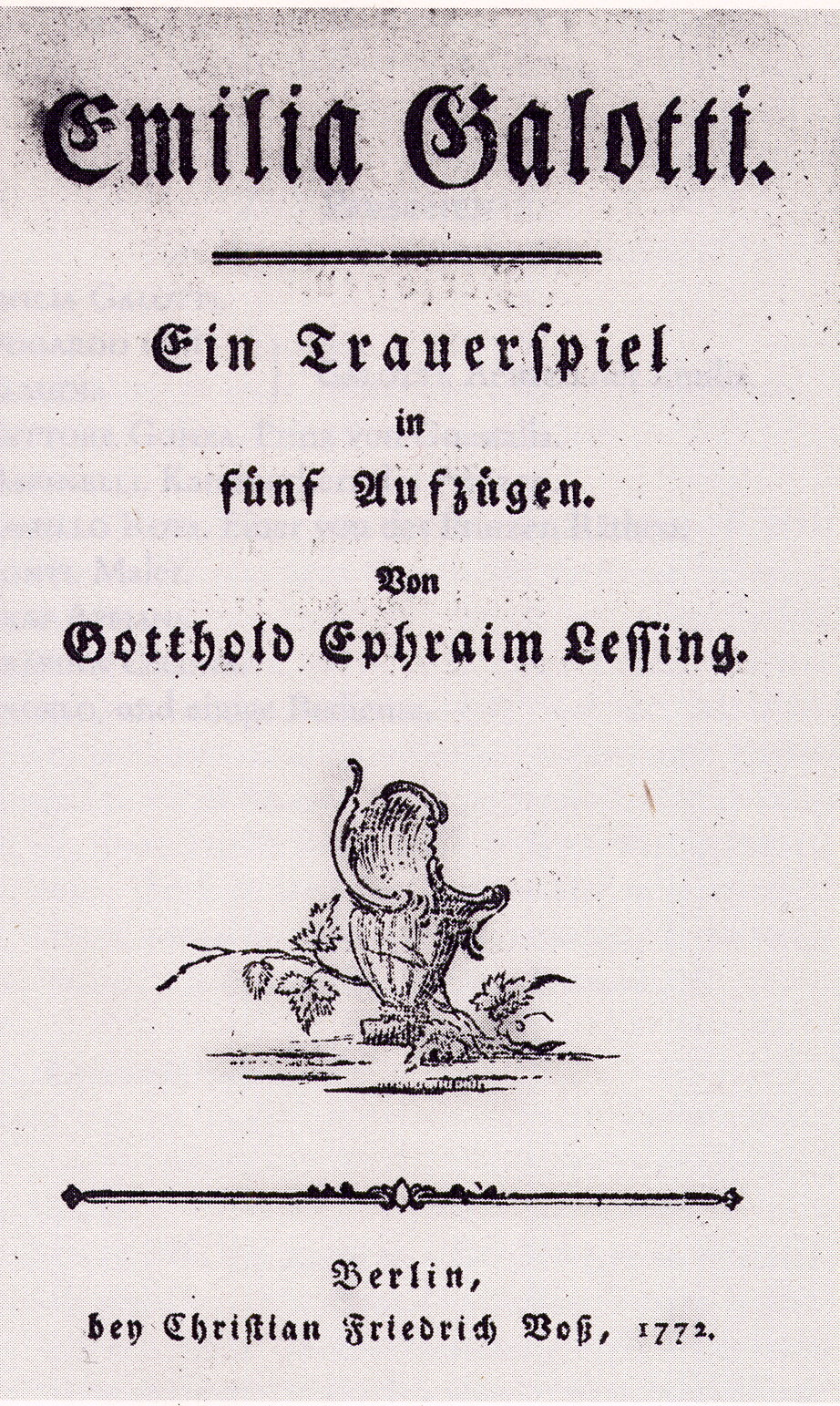
Emilia Galotti, portada de la primera edición.

Emilia Galotti es un drama burgués en cinco actos del dramaturgo alemán Gotthold Ephraim Lessing, estrenado el 13 de marzo de 1772 en la Ópera del Príncipe de Braunschweig con ocasión del cumpleaños de la Princesa Philippine Charlotte von Preußen. La dirección corrió a cargo de Karl Theophil Döbbelin. Lessing no asistió ni al estreno ni a ninguna otra de las representaciones.
En su drama retomó el tema de Virginia de la literatura latina que, sin embargo, modifica en algunos pasajes sustanciales. 
Emilia Galotti es un drama ilustrado, que contradice los modelos franceses vigentes entonces en el teatro pero también el teatro alemán que, a través de la poética de Johann Christoph Gottsched, adapta la normativa francesa. Aunque el amor es un tema central de la tragedia, sobre todo se ha de considerar una obra con carga política, pues frente al estilo de la nobleza se defiende la moral burguesa ilustrada, entonces en auge. 

## Argumento
Hettore Gonzaga, el joven Príncipe de Guastalla, que está completamente desbordado por su responsabilidad de gobierno, está, desde su primer encuentro con la joven Emilia Galotti poseído por el deseo de convertirla en su amante. Por ello da libertad de acción al Marqués Marinelli, su intrigante ayuda de cámara, para impedir la inminente boda de Emilia con el Conde Appiani. De este modo, por órdenes de Marinelli, la carroza en la que ambos novios acompañados de la madrina se encuentran en camino hacia la boda, es asaltada, Appiani muere bajo las balas de asesinos a sueldo y Emilia, junto con su madre Claudia, es llevada al cercano palacete del Príncipe so capa de que allí están seguras. A diferencia de su madre, indignada, que pronto empieza a darse cuenta de que el asalto ha sido una intriga bien preparada, Emilia, completamente confusa, no se da cuenta para nada de la situación real.
Al mismo tiempo llega al palacete la marquesa de Orsina, antigua cortesana del príncipe, con ánimo de reconquistar el favor de Hettore. Pero éste ni siquiera la deja entrar y Marinelli la declara como loca, lo que ella, conocida en la corte por su agudo entendimiento, comenta con las palabras: "Quien ante ciertas cosas no pierde la cabeza, es que no la tiene." Herida en su orgullo y defraudada por el rechazo del Príncipe quiere convencer a Odoardo -el padre de Emilia, que llega en ese momento al palacete, lleno de desconfianza- a vengar la muerte de Appiano asesinando a Hettore. Para ello, la Marquesa le obliga a tomar un puñal, pero Odoardo no se decide y pide antes una conversación a solas con su hija, para estar seguro de su inocencia. Mientras tanto, Marinelli ha urdido una nueva intriga -que el caso debe ser estudiado judicialmente- para que Emilia siga bajo la custodia del Príncipe. Al ir su padre a entrevistarse con ella, le pide insistentemente que la mate, pues teme ser inexperta y por tanto fácilmente seducible por las adulaciones del Príncipe. Como Odorado duda, ella intenta arrebatarle el puñal y quitarse la vida. Profundamente conmovido, Odoardo se da cuenta de la tremenda desesperación de su hija y termina apuñalándola, para conservar su honor. Luego se entrega a la justicia humana, mientras encomienda al Príncipe y todos los demás acontecimientos a Dios y al Juicio Final como última instancia.

## Recepción
En Las penas del joven Werther, de Johann Wolfgang von Goethe, sobre la mesa de Werther hay -en el momento de su suicidio- abierto un ejemplar de Emilia Galotti.  
En El arte de la literatura, Arthur Schopenhauer critica Emilia Galotti como una obra de teatro con un final "positivamente revolucionario" y como un ejemplo de una tragedia pobre.

## Películas
- Alemania 1913: Emilia Galotti (Dirección: Friedrich Fehér)
- RDA 1958 Emilia Galotti (1958) (Dirección: Martin Hellberg)
- Alemania/Suiza 2004 Emilia (Dirección: Henrik Pfeifer)
- Austria/Alemania 2003/2005 Emilia Galotti (Dirección: Andrea Breth, Dirección de la adaptación televisiva: Andreas Morell)